# Oléoduc des Llanos
L'oléoduc des Llanos (espagnol : Oleoductos de Los Llanos) est un oléoduc situé en Colombie. Il relie le champ pétrolifère de Rubiales, dans le bassin des Llanos, à la station de Monterey, dans le département de Casanare, d'où il est connecté au pipeline Ocensa qui achemine le pétrole vers le port caribéen de Coveñas,. Il est la copropriété d'Ecopetrol et de Pacific Rubiales Energy, une compagnie canadienne.

## Description technique
L'oléoduc mesure 235 kilomètres de long pour un diamètre de 24 pouces (610 mm). Sa capacité de transport est de 60 000 barils par jour, devant atteindre 160 000 barils par jour à l'horizon 2010, voire 260 000 barils par jour si de nouveaux investissements sont réalisés. 
Sa construction a coûté 530 millions de dollars et a employé jusqu'à 4 685 personnes.

## Partenariats
En janvier 2010, un accord de 190 millions de dollars a été signé avec le propriétaire du pipeline Ocensa, un consortium composé d'Ecopetrol, BP, Total et Triton Colombia, pour le transport de plus de 160 millions de barils de brut en 10 ans.